# المو (یوتا)
المو (به انگلیسی: Elmo) شهری در ایالت یوتا کشور ایالات متحده آمریکا است که جمعیت آن در سرشماری سال ۲۰۱۰ میلادی، ۴۱۸ نفر بوده‌است.